# Tolna Megyei Illyés Gyula Könyvtár
A Tolna Megyei Illyés Gyula Könyvtár a megye legnagyobb nyilvános könyvtára, amely 1961-ben épült fel. A gyűjteménye ma már több mint 300 ezer dokumentumból áll.

## Története
1961. december 14-én avatták fel Szekszárdon Tolna Megyei Könyvtár néven 915 m² alapterületen 80 000 dokumentum számára.
Az ország első, könyvtári célra tervezett megyei könyvtárépülete, így az első is, amely avulttá válik, túlnövi kereteit. 1968-ban már arról cikkeznek a helyi, szekszárdi lapok, hogy a megyei könyvtár kinőtte magát, új, tágasabb épület szükségeltetik helyette. 2014 elején a könyvtár még ebben az épületben volt található több mint 300 000 dokumentummal.
Az intézmény épületeire nézve is tagolt. A gyermekkönyvtári részleg a TISZK Szent László Szakképző Iskola, Szakközépiskola, Technikum és Kollégium (volt 505. számú Ady Endre Ipari Szakképző Iskola) Augusz Imre utcai épületében található 1997. január óta. A 2000-es évek derekán a fenntartó megvásárolja a könyvtár számára a Széchenyi u. 53. szám alatti ingatlant, amit már 2003-tól bérelt az intézmény.

## Szolgáltatások
Az intézmény részlegei:
- gyermekkönyvtár
- helytörténet
- idegen nyelvi részleg
- kölcsönző
- médiatár
- olvasóterem
- pénztár és sokszorosító

A könyvtár ingyenes szolgáltatásai látogatók számára:
· a könyvtári katalógus használata (regisztrációhoz kötött)
· az épület és az aktuális kiállítás (portagaléria) megtekintése
· magazinolvasás a médiatár részlegben (regisztrációhoz kötött)
Térítés ellenében nyújtott szolgáltatások:
· digitalizálás
· fénymásolás
· nyomtatás
· szakdolgozat kedvezményes köttetése
· számítógép-használat
Könyvtári tagsággal, beiratkozás mellett igénybe vehető szolgáltatások:
· könyvek kölcsönzése
· kölcsönzési idő meghosszabbítása
· könyvek előjegyzése
· hangoskönyvek kölcsönzése
· bármelyik részleg helyben használata
· számítógép-használat
· kutatók, szakdolgozatírók számára irodalom ajánlása
· könyvtárközi kölcsönzés
Emelt szintű beiratkozással igénybe vehető dokumentumok:
· CD, DVD, magnókazetta, videókazetta kölcsönzése

## A könyvtár épületében található köztéri látnivalók
- Illyés Gyula portréja (Farkas Pál szobrász, 1995.)
- Kultúra c. dombormű az épület homlokzatán (Dózsa-Farkas András, 1961.)
- Mattioni Eszter (hímeskő, Szekszárd díszpolgára, New York város kitüntetettje) szülőháza
- Mattioni Eszter emléktáblája (Bakó László szobrász, 2002.)[halott link]
- Illyés Gyula mellszobra (Farkas Pál szobrász, 1994.) Gyermekkönyvtár